# Acoustic (албум)
Acoustic је четврти албум немачког састава Дајне лакајен објављен 1995. године. Иако су све песме на њему објављене раније, акустичне живе верзије које су се појавиле на њему пружају потпуно другачији доживљај тих песама. Ново рухо тим песмама подједнако су дали Хорн маестралним клавирским извођењем и Вељанов, чији глас тек тада долази до потпуног изражаја када му друштво у стварању музике даје само клавир.

## Acoustic (1995)
- Love me to the end
- Lonely
- Down down down
- Mindmachine
- Nobody's wounded
- Mirror men
- Walk to the moon
- Wasted years
- 2nd sun
- Don't wake me up
- Follow me
- Madiel
- Dark star
- Traitors
- Resurrection machine